# Кузнецов Микола Степанович
Микола Степанович Кузнєцов (22 листопада (5 грудня) 1914, селище Гірняцьке, Харківська губернія, Російська імперія — 30 жовтня 1998, Київ, Україна) — радянський футболіст, тренер і спортивний функціонер, майстер спорту СРСР (1941), Заслужений тренер УРСР (1961), голова Федерації футболу УРСР (1959—1963), член президії Федерації футболу СРСР (1961—1963).

## Футбольна біографія

### Кар'єра гравця
У футбол Микола Кузнецов починав грати в місті Сталіно, з 1929 року виступав за юнацьку команду шахти імені Будьонного. У 1931 році, молодий, сімнадцятирічний футболіст став гравцем команди «Динамо» з невеликого містечка Рутченково, що згодом став частиною Донецька. У 1932—1933 роках виступав за команди «Металіст» (Риково) і донецький «Локомотив». З колективу залізничників перейшов у луганське «Динамо». З початку 1936 року грав за команду шахти № 9 «Капітальна», а в липні того ж року продовжив виступи у командах Закавказького індустріального інституту і тбіліському «Локомотиві».
В травні 1937 року Кузнецов повернувуя в Сталіно і став гравцем «Стахановця», який виступав у групі «В» чемпіонату СРСР. Микола одразу ж потрапив в основний склад, відігравши всі дев'ять поєдинків турніру. Наступний сезон колектив з Донбасу почав у групі «А» вітчизняного футболу. У цьому сезоні Кузнецов, граючи переважно в обороні, відзначився і своїм єдиним голом у чемпіонатах СРСР, вразивши на передостанній хвилині матчу «Стахановець» — «Зеніт» (Ленінград) ворота суперника. У квітні 1941 року, в числі перших гравців команди, йому було присвоєно звання майстра спорту СРСР. Незабаром чемпіонат був перерваний початком Великої Вітчизняної війни. Микола Кузнецов воював на фронті, був кавалером бойових нагород.
Після звільнення Донбасу, футболіст повернувся в Сталіно, де стояв біля витоків відродження футбольної команди, був її граючим тренером і капітаном. У 1945 році відновився чемпіонат СРСР, «Стахановець» стартував у другій групі, де посів підсумкове 5 місце. А по закінченню сезону, Микола Кузнецов, разом з воротарем Костянтином Скрипченком та нападником Олегом Жуковим, були переведені в київське «Динамо». За команду зі столиці України, захисник відіграв сезон 1946 року, в ряді матчів був капітаном команди.

### Кар'єра тренера
З 1947 року Микола Степанович призначається на посаду начальника команди «Динамо (Київ)». У 1951 році очолив київський армійський клуб, після чого знову повернувся на колишню посаду в динамівський колектив. З 1953 року до липня 1959 року працює старшим тренером і начальником команди Київського окружного будинку офіцерів (ОБО).
У 1959 році вищий футбольний орган влади республіки отримує статус Федерації. Першим Головою Федерації футболу УРСР став Микола Степанович Кузнецов. Крім того, в 1961—1963 роках він також входив до складу Президії Федерації футболу СРСР.
З серпня 1963 року знову працював з футбольними колективами на посаді начальника команди, спочатку у львівських «Карпатах», а із серпня 1964 року в луганській «Зорі». В 1967 році — старший тренер «Буковини».
У 1968 році Кузнецов очолює команду «Політвідділ» з Ташкентської області. Колективом опікувався один з передових колгоспів Узбекистану, який очолював етнічний кореєць, двічі герой соціалістичної праці Іван Тимофійович Хван. Тренер запросив у команду ряд досвідчених футболістів, Кирила Дороніна, Валерія Фадєєва з московського «Динамо», спартаківця Івана Варламова. Втім особливих завдань перед командою не ставилося і по закінченню сезону Микола Степанович повернувся в Україну.
З початком сезону 1969 року тренував вінницький «Локомотив», але вже в червні залишив свій пост і в серпні приступив до обов'язків начальника команди в чернігівській «Десні», а потім протягом двох років займав аналогічну посаду в «Спартаку» з Сум.
В 1974—1976 роках очолював хмельницьке «Динамо», після чого повернувся в українську столицю, де протягом 1977—1979 років працював директором футбольної школи «Динамо» (Київ). Останньою командою в кар'єрі тренера і функціонера став клуб другої ліги «Океан» (Керч), в якому Микола Степанович виконував вже звичні для себе обов'язки начальника команди.